# Leuconitocris argenteovittata
Leuconitocris argenteovittata é uma espécie de escaravelho da família Cerambycidae.  Foi descrito por Per Olof Christopher Aurivillius em 1914.

## Subespecie
- Leuconitocris argenteovittata argenteovittata (Aurivillius, 1914)
- Leuconitocris argenteovittata fuscicornis (Breuning, 1950)